# Франкенуини
„Франкенуини“ (на английски: Frankenweenie) е американски черно-бял куклен (стоп-моушън) анимационен филм от 2012 г. на режисьора Тим Бъртън, римейк на неговия едноименен късометражен филм от 1984 г.
В центъра на сюжета е дете в малко градче, което открива начин да съживи умрялото си куче, след което той е приложен от негови съученици и върху други животни, предизвиквайки смутове.
Филмът е първата стоп-моушън анимация и първият черно-бял филм, който излиза в IMAX 3D. Печели 2 награди „Сатурн“ и е номиниран за наградата „Оскар“, Наградата на БАФТА, наградата Златен глобус за анимационен филм и в 5 категории на наградите Ани.

## Озвучаващи артисти
| Глас          | Роля               |
| ------------- | ------------------ |
| Чарли Тахан   | Виктор Франкенщайн |
| Мартин Шорт   | Едуард Франкенщайн |
| Катрин О'Хара | Сюзан Франкенщайн  |
| Мартин Ландау | г-н Ржикруски      |
| Уинона Райдър | Елза ван Хелсинг   |
| Франк Уелкър  | Спарки             |